# Cordilura fuscipes
Cordilura fuscipes är en tvåvingeart som beskrevs av Zetterstedt 1838. Cordilura fuscipes ingår i släktet Cordilura och familjen kolvflugor. Arten är reproducerande i Sverige. Inga underarter finns listade i Catalogue of Life.